# El amor te ha hecho idiota
El Amor te ha Hecho Idiota es el quinto disco de estudio de la banda uruguaya de rock, Buitres Después de la Una.

## Historia
Grabado también en Del Cielito Records, contiene además de tres nuevos temas, nuevas versiones de los más populares temas de la banda. De este álbum, se extrae el video de "Una noche" y "Condenado el Corazon". Producido originalmente para ser lanzado en el exterior y confinado posteriormente al mercado local por problemas contractuales, este álbum es el paso intermedio de la banda hacia la búsqueda un espectro  de sonidos más amplio, hecho que se manifestará en el futuro. 

Este será el último Álbum grabado por el que el cuarteto original formado en 1989, con Marcelo Lasso en la batería. Para octubre de 1997 Lasso dejará el grupo, siendo sustituido a inicios de 1998 por Irvin Carballo.

## Lista de canciones
Todas las canciones compuestas por Gustavo Parodi, Gabriel Peluffo, José Rambao y Marcelo Lasso, excepto las indicadas
| N.º | Título                                                    | Duración |  |
| 1.  | «13 palabras»                                             | 2:30     |  |
| 2.  | «Una vez más (Howard, BDDL1)»                             | 2:17     |  |
| 3.  | «Condenado el corazón»                                    | 4:15     |  |
| 4.  | «Natalia»                                                 | 3:03     |  |
| 5.  | «No es una pena (Antoine Domino, Dave Bartholomew)»       | 2:07     |  |
| 6.  | «Una noche (Dave Bartholomew, Pearl King, Anita Steiman)» | 2:34     |  |
| 7.  | «No te puedo matar»                                       | 3:09     |  |
| 8.  | «La plegaria del cuchillo»                                | 3:05     |  |
| 9.  | «Final»                                                   | 2:08     |  |
| 10. | «Ojos rojos»                                              | 2:58     |  |
| 11. | «Hablando de vos (C. Berry)»                              | 1:49     |  |
| 12. | «La virgen»                                               | 1:42     |  |

## Créditos
Músicos
- Gustavo Parodi: guitarra y voz
- Gabriel Peluffo: voz y armónica
- José Rambao: bajo
- Marcelo Lasso: batería

Músicos adicionales
- German Wiedermer: Piano en "Una noche"

Producción
- Gustavo Gauvry, Adrián Rivarola: Técnicos de Grabación
- Adrián Rivarola: Técnico de Mezcla
- Luis Restuccia: Mezcla de "Final", en Estudio Del Cordón, Montevideo, Uruguay.
- Luis Restuccia: Armado y post-ecualizado, en Estudio Del Cordón, Montevideo, Uruguay.
- BDDL1: Producción Artística
- Pablo Rivas y Martín Pomares: Asistentes
- Diego Tocco: Diseño interior y tapa
- Pablo de León y Sandra Cuore: Diseño de CD